# Титорея
Титоре́я (греч. Τιθορέα) — деревня в Греции. Расположена на высоте 440 м над уровнем моря, у северного подножья горы Льякура (в древности Ликорея), самой высокой вершины Парнаса (2457 м), на южном краю долины реки Кифисос, в 5 км к юго-западу от малого города Като-Титорея. Административно относится к общине Амфиклия-Элатия в периферийной единице Фтиотида в периферии Центральная Греция. Население 630 человек по переписи 2011 года.
Это традиционное греческое селение с каменными домами.
В Като-Титорея находится станция «Титорея» железной дороги Пирей — Салоники.

## История
Древний фокейский город Тифорея располагалась на месте современной деревни. Руины древней Тифореи до сих пор можно увидеть среди современных домов поселения, а стена, окружавшая город, сохранилась в очень хорошем состоянии.
Древний город был построен после разрушения окрестных городов Ксерксом в 480 году до н. э. Согласно Геродоту, жители разрушенных городов по берегам Кефиса (Неона, Парапотамии и Тритеев) собрались тогда у подножия Парнаса и после ухода персов построили крепость в Тифорее. Город был известен святилищем Афины и могилой Фока и Антиопы. Город достиг расцвета в III веке до н. э., когда чеканил свою монету.
До 1926 года (ΦΕΚ 88Β) деревня называлась Белица (Βελίτσα).

## Сообщество Титорея
Сообщество Белица (Κοινότητα Βελίτσης) создано в 1912 году (ΦΕΚ 261Α). В 1926 году (ΦΕΚ 88Β) переименовано в Титорея (Κοινότητα Τιθορέας). В сообщество входит монастырь Одигитрии. Население 630 человек по переписи 2011 года. Площадь 56,296 квадратного километра.
| Населённый пункт    | Население (2011), человек |
| ------------------- | ------------------------- |
| Монастырь Одигитрии | 0                         |
| Титорея             | 630                       |

## Население
| Год  | Население, человек |
| ---- | ------------------ |
| 1991 | 869                |
| 2001 | 810                |
| 2011 | ↘ 630              |